# Ahmet Schaefer
Pour les articles homonymes, voir Schaefer.
Ahmet Schaefer est un homme d'affaires suisse et propriétaire du Clermont Foot 63 et du SC Austria Lustenau, club de première division autrichienne.

## Biographie
Ahmet Schaefer naît en Suisse d'un père suisse et d'une mère turque. Il joue au football au niveau amateur au FC Witikon.
Il est l'assistant personnel de Sepp Blatter de 2008 à 2011.

## Carrière
En 2019, Schaefer devient propriétaire du club français Clermont Foot 63 et annonce vouloir en acheter un ou deux autres. Par la suite, il devient propriétaire du SC Austria Lustenau en Autriche en 2019 également et du Vendsyssel FF au Danemark en 2020. Il se retire cependant du club danois après une saison. En décembre 2022, il rachète un tiers des parts du FC Biel-Bienne.